# Carrie White
 (août 2025).
- Si vous ne connaissez pas le sujet, laissez ce bandeau (vous pouvez alors contacter les auteurs).
- Si vous supprimez le contenu mis en cause (vous pouvez préalablement contacter les auteurs),

argumentez précisément cette suppression dans la page de discussion
(un manque de référence n'est pas un argument ; une recherche réelle de référence doit avoir été effectuée, être formellement documentée).
Pour les articles homonymes, voir White.
Carrietta « Carrie » Nadine White est le personnage principal du roman fantastique Carrie écrit par Stephen King en 1974. C'est une adolescente de seize ans souffre-douleur des enfants et adolescents de la ville, dotée de pouvoirs paranormaux. Elle est interprétée par Sissy Spacek dans le film Carrie au bal du diable, réalisé par Brian De Palma et par Chloë Grace Moretz dans le film Carrie : La Vengeance en 2013, réalisé par Kimberly Peirce.

## Biographie

### Naissance et enfance
Carrie est le fruit du viol conjugal de sa mère Margaret White par son père, Ralph White. Peu après le viol, Ralph mourut des suites d'un accident de chantier et Margaret se retrouva seule. Elle ignora qu'elle était enceinte, faisant de sa grossesse un blocage mental absolu. Elle pensa être atteinte d'un cancer. Mais lorsqu'elle accoucha, elle comprit ce qu'il lui arrivait et voulut sacrifier sa fille à Dieu. Seulement, épuisée par les douleurs, elle y renonça et partit vivre avec Carrie à Chamberlain.
Alors nourrisson, Carrie fit découverte de son pouvoir en faisant léviter son biberon. Carrie vécut ses premières années sous la menace et les croyances de sa mère fanatique, qui lui répétait jours en jours en quoi consistait le péché selon les croyances fondamentalistes. À l'âge de trois ans, Carrie demanda à sa voisine, Estelle Horan, pourquoi elle avait des seins (Margaret avait depuis toujours dit à sa fille que l'apparition de la poitrine chez les jeunes filles était le signe du péché).
Lorsque Margaret vit sa fille parler avec Estelle, qu'elle considérait comme une pécheresse, ramena Carrie à l'intérieur de la maison pour tenter de la tuer en l'étranglant puis avec le couteau de boucher. Carrie se défendit et utilisa alors son pouvoir pour détruire leur maison. Tout comme sa fille, Margaret s'évanouit, et l’événement fut totalement oublié. Carrie continua à utiliser la télékinésie (pour fermer une fenêtre, faire éclater des pneus de voiture, etc) pendant plusieurs années, avant d'oublier qu'elle avait un pouvoir.
Dès les premiers jours d'école, Carrie priait devant son déjeuner, et dès qu'on la vit, ce fut le début des brimades, moqueries et railleries en tout genre. Mauvaise en sport, impopulaire, disgracieuse et solitaire, Carrie devint le souffre-douleur, le bouc-émissaire de ses camarades de classe. De plus, sa mère, l'oblige à prier dans un placard au moindre débordement.

### Redécouverte de son don de télékinésie
Alors au lycée Ewen, Carrie est toujours malmenée par ses camarades de classe, en particulier par Chris Hargensen, Tina Blake ou encore Helen Shyres. Sue Snell en revanche éprouve de la pitié et de la compassion pour la jeune fille. Un jour, après une séance de sport, Carrie a ses premières règles sous la douche à l'âge de seize ans. Ne les ayant jamais eues et ignorant le concept de la menstruation à cause de sa mère, Carrie croit mourir d'hémorragie et supplie les autres jeunes filles de l'aider. Chris et les autres filles, dont Sue, bombarde Carrie de tampons et de serviettes hygiéniques jusqu'à l'intervention de Rita Desjardin, la professeure de sport.
Cet événement traumatisant, lié à l'arrivée de la puberté, fait resurgir le pouvoir de Carrie qui le réutilise inconsciemment en faisant éclater une ampoule. Emmenée dans le bureau du proviseur Henry Grayle, ce dernier l'appelant par erreur « Cassie », Carrie fait tomber le cendrier du bureau du proviseur avant de rentrer chez elle. Une fois rentrée, Carrie se regarde dans le miroir et le fait se briser grâce à son pouvoir. Margaret rentre du travail et frappe Carrie avant de l'enfermer dans le placard. Mais la mère de Carrie fait rapidement ressortir sa fille après que cette dernière ait dit qu'elle allait "faire revenir les pierres". Carrie redécouvre son don et l'entretient : elle s'entraîne à faire léviter des objets et autres.
Pendant ce temps, Chris est interdite de bal de printemps tandis que Sue éprouve du remords. La jeune fille demande alors à son petit ami Tommy Ross d'accompagner Carrie au bal pour se faire pardonner. Tommy accepte et invite Carrie qui refuse dans un premier temps, croyant que celui-ci se moque d'elle mais finit par céder, voyant dans cette invitation le moyen de sortir de l'ombre. Mais Chris et son copain Billy Nolan prévoient de faire élire Carrie comme reine puis de la tremper de sang de porc grâce à un seau dissimulé au-dessus de l'estrade. Carrie avoue à sa mère l'invitation et parvient à empêcher cette dernière de la punir grâce à son pouvoir. Margaret voit alors d'un très mauvais œil le don de sa fille.

### Le bal
Carrie va donc au bal de printemps avec Tommy, s'y amusant follement et ignorant tout du plan de Chris et de Billy qui sont cachés. Elle est complimentée par Norma Watson, Rita Desjardin, Frieda Jason et George Dawson et est même élue reine du bal. Mais, à 22h, lorsqu'elle monte avec Tommy sur l'estrade, Chris renverse le seau de sang sur Carrie. La foule d'élèves se moquent de Carrie qui, de nouveau, se retrouve humiliée. Le seau se détache et tombe sur la tête de Tommy qui meurt sur le coup. Carrie s'enfuit à l'extérieur du gymnase, utilisant ses pouvoirs pour éjecter Mlle Desjardin qui voulait l'aider. Finalement, elle revient, furieuse, pour punir ceux qui se sont moqués d'elles. Elle verrouille les portes et inonde le gymnase avec le système anti-incendie.
Norma Watson parvient à s'enfuir en passant par les issues de secours avec Tina Blake, Vic Mooney et quelques autres. Rita Desjardin parvient aussi à s'enfuir pendant que Carrie utilise les câbles à haute tension pour incendier le gymnase. Tous les élèves meurent, même ceux l'ayant complimentée.
Carrie décide de se venger de la ville entière et entame sa destruction de 23h à 1h du matin : incendiant les bâtiments, vidant les bouches d'incendies, répandant l'essence des stations services, électrocutant les habitants. Survivent notamment le shérif et la mère de Rhonda Simard. Pendant ce temps, Sue prend la voiture de sa mère pour rejoindre le lycée en entendant les multiples explosions ; Chris et Billy veulent fuir la ville en voiture et Margaret aiguise son couteau de boucher en attendant sa fille.

### Mort de Carrie
Carrie rentre afin de punir sa mère. Margaret raconte alors à sa fille sa naissance et lui dit de prier. Carrie se jette aux pieds de sa mère pour lui demander d'arrêter mais Margaret lui poignarde l'épaule. Carrie tue alors sa mère en arrêtant le cœur de cette dernière. Hagarde, la jeune fille croise Chris et Billy en voiture, qui, dans un accès de rage, veulent l’écraser. Carrie utilise la télékinésie pour faire faire accidenter leur voiture. Billy s'écrase sur le volant et Chris est projetée contre le tableau de bord. La voiture explose. Ce n'est qu'à deux heures du matin, lorsque les rares survivants tentent de fuir la ville dévastée, que Sue trouve Carrie mourante sur un parking. Par télépathie, Sue réconforte Carrie et lui dit qu'elle n'a jamais voulu lui faire de mal. Carrie s'éteint en pensant une dernière fois à sa mère à qui elle demande de lui pardonner.
De nombreux livres (fictifs) furent écrits sur les événements, parmi lesquels L'Ombre dissipée et l'autobiographie de Sue Snell.[pas clair]

## Description

### Apparence
Carrie White est blonde aux yeux bruns, et est considérée comme peu attrayante, bien qu'elle soit décrite comme belle lors de sa petite enfance.

### Personnalité
Malgré le fait  qu'elle devienne une force homicide, sadique et destructrice, Carrie n'est pas un monstre au début. Carrie a deux visages, l'un étant la victime et l'autre étant le méchant en lequel elle se transforme. En lui donnant ainsi deux personnages distincts qui habitent à l'intérieur de sa psyché, comme un second jumeau de sa personnalité opposée ou divisée. Tout au long de son histoire, tant dans le livre que dans le film, la première personnalité de Carrie était humble. Elle a été dépeinte comme une solitaire, montrée aussi comme une jeune femme timide sans confiance en elle. Carrie semblait souffrir d'un trouble bipolaire, ou peut-être d'un syndrome de stress post-traumatique.
Carrie était une jeune âme fracturée, qui avait besoin de soutien et d'amour. Mais elle ne lui fut remise que dans de petites quantités, et à un coût très élevé. Carrie était une fille qui a eu une enfance traumatisante et a désiré une amie et quelqu'un qui comprenait vraiment sa douleur et sa souffrance. Hélas, elle a laissé sa télékinésie obtenir le meilleur d'elle et ce, couplé avec tous les abus qu'elle a souffert, lui a fait subir une transformation et une renaissance vilains. Carrie a évolué et s'est transformée en sa deuxième personnalité, une personnalité de ténèbres et de méchanceté déformée fulgurée par la malice qui dominait la Carrie dont nous avions à l'origine sympathisé, et tout autre trait positif que Carrie avait autrefois.
Notamment, même après sa descente dans la vilenie et sa folie insondable, Carrie est généralement montrée à ne pas être encore complètement dépourvue de qualités rédemptrices.
Avant de mourir, Carrie était très sensible et mal comprise. Elle pleurait silencieusement dans sa chambre tard dans la nuit, redoutant le lendemain de l'école. Quand elle a eu ses règles pour la première fois, elle était hystériquement effrayée parce qu'elle pensait qu'elle allait mourir. Elle semblait être une étudiante mystérieuse qui se gardait beaucoup de temps et ne dérangeait personne.

### Pouvoirs

#### Télékinésie
La capacité psionique la plus connue de Carrie est qu'elle peut facilement contrôler, réorganiser, assembler, manipuler, lancer et déplacer plusieurs objets et personnes à la fois en concentrant fortement son esprit en une énergie débordante sur l'action volontaire ou à canaliser sa télékinésie à travers ses émotions ou impulsion. En outre, le film de 1976 et le livre démontrent que Carrie doit voir avec ses yeux ce qu'elle manipule; le film de 2013 montre Carrie utilisant ses mains pour manipuler sa force télékinétique.
Dans le film de 2013, en étudiant les livres sur la télékinésie et ses miracles et en se concentrant sur un livre qui avait été placé sur une table de l'autre côté de sa chambre, les lumières ont commencé à clignoter et le sol a commencé à trembler, par la suite elle contrôlait tous les livres ; elle pouvait également faire léviter son lit. Carrie contraint Margaret à se figer par télékinésie et a forcé sa bouche à se fermer puis l'a poussée dans le placard de prière, et a claqué et verrouillé la porte. Au cours de son attaque sur le corps étudiant après son humiliation, elle a montré qu'elle était capable de léviter et de lancer des objets enflammés, comme quand elle a enflammé la scène et jeté un décor flamboyant de la lune à travers la pièce à une table, qui a ensuite fait irruption dans les flammes. Elle peut également manipuler des appareils électriques, comme quand elle a animé les cordons électriques pour attaquer Tina, qui a été prise dans le feu qui a été mis sur une table. Elle a également été en mesure de se léviter par télékinésie comme indiqué après avoir terminé son attaque alors qu'elle a volé hors de la scène. Le niveau de la télékinésie que Carrie affiche dans toutes les incarnations semblait être liée à sa rage; en colère, elle est devenue plus puissante.
Dans le film de 2013 Carrie mentionne que ses pouvoirs seraient héréditaires et tenus de sa grand-mère ou de son père.

#### Télépathie
Carrie possédait également des capacités télépathiques qui incluent la lecture des esprits, la projection de la pensée et de manipulation des esprits. La première mention de la télépathie dans le livre a lieu lorsque Tommy invite Carrie au bal et elle se retrouve avec une sensation bizarre dans sa tête. La télépathie de Carrie se renforce au moment de la nuit de bal, quand, inconsciemment, elle atteint la tête de Tommy et a tordu les choses. Tommy décrit comme si la voix et l'image mentale de Carrie étaient coincés dans son esprit et a blanchi ses autres pensées (ce qui était une indication de la capacité de contrôle de l'esprit de Carrie) si bien que Tommy a commencé à cultiver une peur de Carrie. Le roman montre que Carrie affiche sa télépathie à son plein potentiel quand elle a télépathiquement diffusé son nom à toute personne qui était dans un certain rayon; les gens qui ont eu cet effet n'ont eu aucune idée de qui était Carrie, tout à coup savaient son nom, à quoi elle ressemblait, et le fait qu'elle était responsable de la destruction de la ville, Ce qui a fait que tout le monde  se rappelait qui était Carrie White. Lorsque Carrie a trouvé Billy et Chris dans leur voiture, apparemment en raison de sa télépathie, elle a commencé à crier son nom à l'intérieur de leur tête, probablement dans une tentative de les intimider. La fin du roman montre  que Carrie s'engage dans une conversation télépathique avec Sue, après que Sue sentit Carrie l'attirant avec sa télépathie quand elle a invité Carrie à lire ses pensées pour prouver son innocence; ce fut une expérience douloureuse pour Sue. Lorsque Carrie est morte, Sue sentit sa mort en raison de la connexion psychique. Le film de 2002 montre Carrie partager inconsciemment des flashbacks de sa vie avec Sue, mais elle ne semble pas lire les pensées de Sue, une capacité qu'elle aurait probablement montré dans la série télévisée qui n'a jamais été fait. Le film de 2013 implique que la télépathie de Carrie possède une connexion avec Sue dans les deux sens: Carrie dit a Sue qu'elle aurait bientôt une petite fille. Cette capacité n'est pas directement abordée dans le film de 1976.

#### Pyrokinésie
Unique au film de 2013, Carrie pourrait également allumer des objets et brûler des choses a distance. Elle a d'abord montré cette capacité en fusionnant le verrou de glissière sur la porte pour garder sa mère enfermée dans le placard de prière et aussi en soufflant des voitures avec son esprit. Alors que le feu et les explosions sont visibles dans le livre, Carrie ouvre seulement les pompes à essence et les ruptures des lignes de gaz naturel; la source d'allumage dans chaque cas est une cigarette négligemment jeté par une autre personne. Le film de 2002 souligne cette capacité, mais montre que la plupart des incendies ont commencé par des étincelles de matériel électrique plutôt que par pyrokinésie. Cette capacité peut être connue sous le nom de destruction télékinétique, de manipulation moléculaire, de combustion spontanée ou d'explosion télékinétique.

#### Geokinésie
Dans le film de 2013, Carrie a également montré la capacité élémentaire terrestre de créer des tremblements de terre forts et destructeurs, quand elle poursuivait Chris Hargensen et Billy Nolan en provoquant une fissure pour les empêcher de la suivre; plus tard, en pleurant la mort de sa mère, une Carrie désolée a convoqué une pluie de roches pour pleuvoir et détruire à la fois elle et sa maison.

#### Technopathie et électromagnétisme
Dans le film de 2002, Carrie provoque l'étincelle d'un câble de microphone sans le toucher ou l'endommager par d'autres moyens. Dans le film de 2013, elle perturbe les appareils électroniques tels que les lumières à scintillement et manipule les fils électriques.
Elle a également pu conduire une voiture en la contrôlant.